# Labeo ricnorhynchus
Labeo ricnorhynchus är en fiskart som först beskrevs av Mcclelland , 1839.  Labeo ricnorhynchus ingår i släktet Labeo och familjen karpfiskar. Inga underarter finns listade i Catalogue of Life.